# 合一堂學校
合一堂學校（英語：Hop Yat Church School），是中華基督教會合一堂轄下的一所津貼小學，位於何文田巴富街6號（巴富街及公主道交界），毗鄰中華基督教會合一堂九龍堂，屬校網34號。該校於1960年7月創立，現任校長為吳麗霞，校訓是「信、望、愛」。

## 校政管理
歷任校監
- 何中中 女士[9]
- 胡丙 先生[10]
- 蔣陳紅梅 女士

歷任校長
- 何伯平 先生[9]
- 陳鶴年 先生（上午校及下午校）[10][11]
- 吳麗霞 女士

歷任副校長
- 陳婉文 女士
- 李敏慈 先生[12]
- 盧天志 女士

## 歷史
合一堂學校於1959年11月29日奠基，1960年7月在多位鄉紳名流見證下，由中華基督教會合一堂在九龍楠道(即公主道)創辦，企業家兼政治家顏成坤、教育家何中中、商人何傳耀等人出任校董；為一所全日制政府資助小學，有兩所校舍，分別位於公主道7號（舊校舍）和巴富街6號（新校舍）。全校小一至小六各4班共24班，學生人數約710人；以基督真理（信、望、愛）結合六育（德、智、體、群、美、靈）作為教育目標，並推行「全校參與」融合教育模式、採用中英雙語教學培育學生全面發展。校方為配合學生需要，透過專題研習形式實施跨科及創意寫作課程，又於每年舉辦三日大型活動「Steam days」培養自主學習能力。
2007年，合一堂學校接收了旁邊的「巴富街資源中心」用作全日制學校校舍，同年9月亦將新舊校舍合併成一所全日制學校，佔地面積約7000平方米；2008年8月底優化行政架構，成立法團校董會。2015年9月初受到香港食水管道含重金屬超標事件影響，校內一條供學生洗手、未安裝濾水器的課室水喉經校方自行檢測後，曾發現含鉛量超標1.48倍；2016年時任校長吳麗霞獲香港教育行政學會頒發「卓越教育行政人員獎」。2019年9月，校方曾把校舍借予導演何力恒作為電影場景「家佑小學」拍攝《二次人生》；2021年4月底計劃舉行60周年校慶活動「傳承信望愛，創意展未來」同樂日暨賣物會，但最後因疫情嚴峻而取消。

## 知名校友
- 李家鼎[23]：香港男演員、武術指導及騎術教練，為無綫電視基本藝人合約藝員、2014年萬千星輝頒獎典禮專業演員大獎得主之一。（至小四離校）
- 黃成智：香港中間派政治人物及註冊社工，曾任香港立法會議員、民主黨兼新思維成員。
- 古天樂[24]：香港男演員及歌手，為1999兼2001年萬千星輝頒獎典禮最佳男主角、2018年第37屆香港電影金像獎最佳男主角獎得主。（1981年小四至1984年小六下午校）
- 黃穎君：香港女演員及節目主持，曾為無綫電視基本藝人合約藝員，2021年成為民政事務局合約媒體主任。
- 謝芷倫[25]：香港女演員、節目主持及模特兒，為無綫電視經理人合約藝員，曾參加《2014年度香港小姐競選》。

## 外部連結
- 合一堂學校 Hop Yat Church School的Facebook專頁
- 合一堂學校校友會 Hop Yat Church School Alumni Association的Facebook專頁